# Solitary Islands

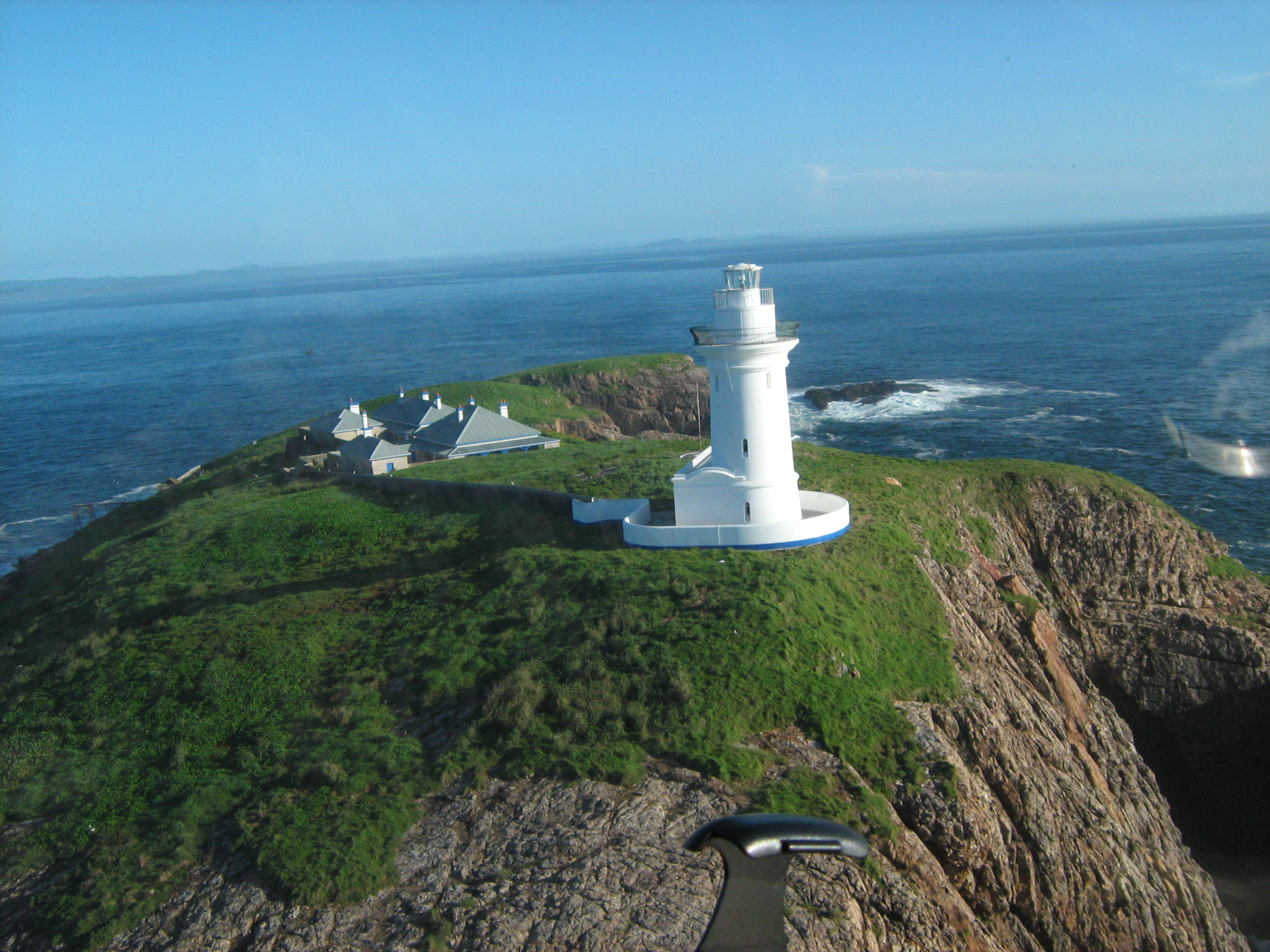
South Solitary Island e il suo faro

Le Solitary Islands sono un gruppo di isole che si trovano lungo la costa del Nuovo Galles del Sud, all'interno della piattaforma continentale, in Australia. 
Le isole fanno parte della Local Government Area della Città di Coffs Harbour e costituiscono un parco marino, il Solitary Islands Marine Park, che copre 710 km² e che si estende da Coffs Harbour al fiume Sandon, lungo una linea costiera di circa 75 km.

## Le isole
- North Solitary Island, situata 40 km a nord-est di Coffs Harbour, ha una forma allungata ed è divisa in due da uno stretto canale (29°55′37″S 153°23′26″E). A nord-ovest dell'isola, a 500 m di distanza, si trova North West Rock, un gruppo di scogli accostati.
- North Rock, 29°58′26″S 153°15′33″E.
- North West Solitary Island, situata circa 30 km a nord-est di Coffs Harbour 30°01′04″S 153°16′17″E.
- South West Solitary Island (o Groper Island), di forma arrotondata, si trova 18 km a nord-nord-est di Coffs Harbour 30°09′39″S 153°13′38″E.
- South Solitary Island, situata a circa 15 km a nord-est di Coffs Harbour; sulla sua sommità c'è un faro che risale al 1880[3] (30°12′17″S 153°16′00″E). Accostata a nord, divisa da un canale si trova un piccolo isolotto: Green Rock.

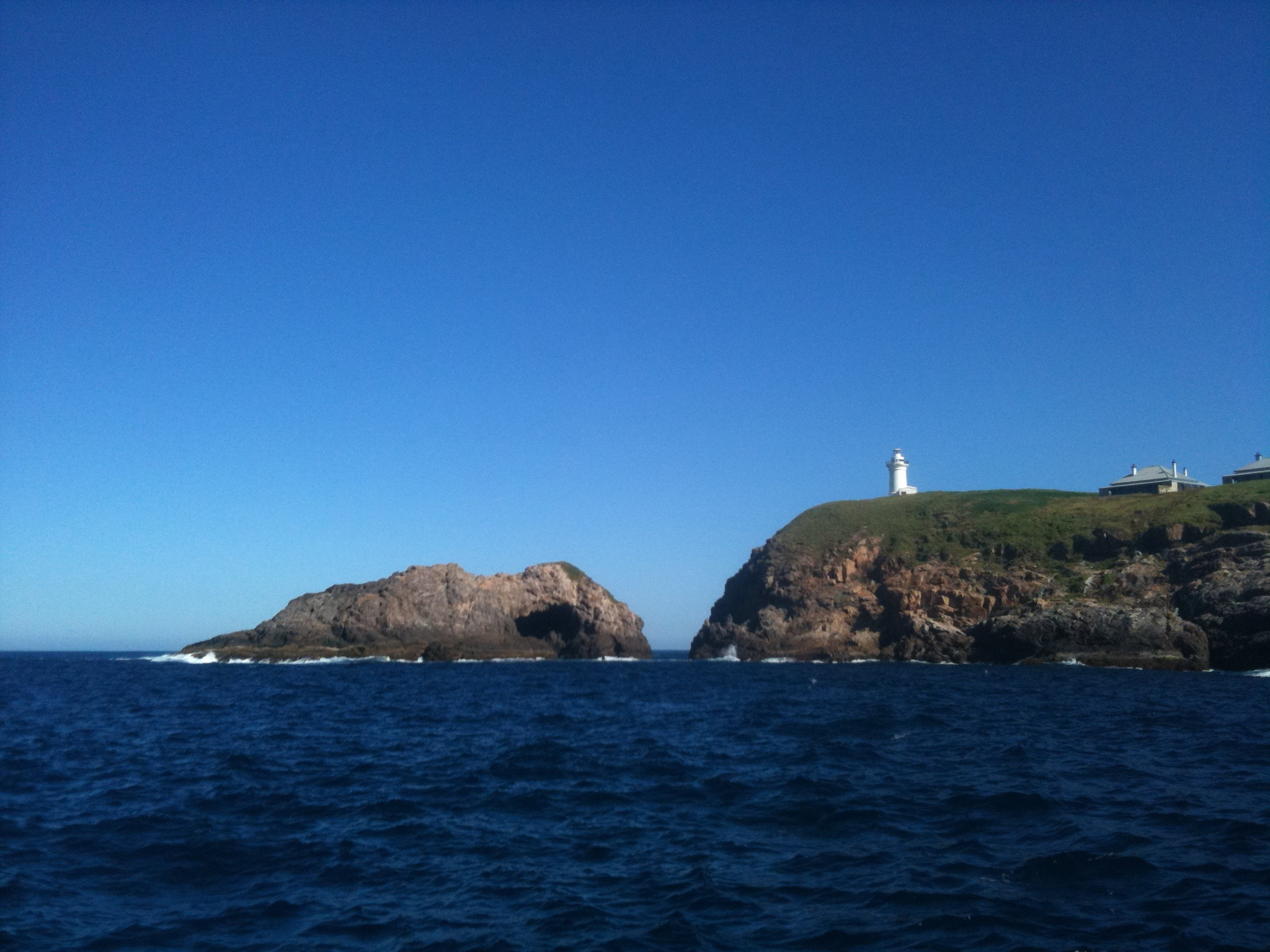
South Solitary Island e e Green Rock

- Split Solitary Island, 30°14′25″S 153°10′51″E.

## Fauna
Le Solitary Island sono un'importante area di riproduzione per uccelli marini come il falco pescatore orientale e per specie a rischio come la beccaccia di mare orientale, la beccaccia di mare fuligginosa e l'occhione maggiore australiano. Ospitano periodicamente anche specie in pericolo come il petrello alibianche, l'albatro urlatore e l'ossifraga del sud.
Circa 30 specie di mammiferi marini sono state registrate nella regione, tra cui il delfino comune e il tursiope, che sono residenti durante tutto l'anno. Nei periodi di migrazione si incontra la megattera, la balena franca australe e la balenottera azzurra.

## Storia
Il 15 maggio 1770, il capitano James Cook oltrepassò le isole annotando la loro posizione nel suo diario di bordo e sulla sua carta nautica con il nome di Solitary Isles.